# Selenops kalinago
Selenops kalinago là một loài nhện trong họ Selenopidae.
Loài này phân bố ở Antigua, Guadeloupe và Montserrat.
Loài này thuộc chi Selenops. Selenops kalinago được Sarah C. Crews miêu tả năm 2011.